# Тбилисская государственная академия художеств
Тбилисская государственная академия художеств (груз. თბილისის სახელმწიფო სამხატვრო აკადემია) — академия художеств в городе Тбилиси, в Грузии. Академии присвоено имя Аполлона Кутателадзе.
В академии действуют пять факультетов: изобразительного искусства, архитектуры, реставрации и истории искусств, дизайна и медиа-искусства.

## История
Академия была образована указом Народного комиссариата просвещения от 8 марта 1922 года и первоначально разместилась в особняке Кобулашвили, реконструированном в 1902 году архитектором Симоном Клдиашвили. Академия стала первым высшим художественным учебным заведением на Кавказе и одной из трёх академий художеств, которые функционировали в СССР (в Ленинграде, Риге и Тбилиси). В рамках учебного процесса действовали четыре факультета — живописи, скульптуры, графики и архитектуры (с 1927 года начало действовать отделение керамики). С 1922 года Моисеем Тоидзе при академии была создана художественная школа, готовящая молодых людей к поступлению в академию.
Среди первых преподавателей и профессоров академии были известные живописцы, скульпторы, графики и архитекторы: Гиго Габашвили, Генрик Гриневский, Дмитрий Шеварднадзе, Николай Канделаки, Евгений Лансере, Николай Северов, Яков Николадзе, Шалва Амиранашвили, Ладо Гудиашвили, Давид Какабадзе, Александр Бажбеук-Меликов и другие.
В период массовых репрессий пострадало много деятелей культуры и искусства Грузии, среди которых были педагоги и студенты Академии. Из-за этих событий в 1931 году художественный вуз был закрыт и возобновил свою работу лишь в 1933 году.
В 1972 году архитекторами Арчилом Курдиани, Михаилом Чхиквадзе, Лонгинозом Сумбадзе было спроектировано новое десятиэтажное здание академии, реконструированное в 2005—2006 годах банком «Cartu Bank».

## Музей
При академии действует художественный музей, в котором представлены работы преподавателей, выпускников ВУЗа, а также других художников и народных мастеров. В 1928 году по решению ректора академии Александра Додучавы, был образован художественный фонд лучших работ учащихся и преподавателей. В 1965 году, с открытием музея, фонды стали доступны для обозрения широкой публике. При академии также действуют два выставочных зала — Большой (320 м²) и Малый «Академия холл» (150 м²).

## Ректоры
- 1922—1926 — Чубинашвили, Георгий Николаевич
- 1927—1930 — Дудучава, Александр Иосифович
- 1930—1932 — Котетишвили, Вахтанг Ильич
- 1933—1936 — Бухникашвили, Григорий Варденович
- 1936—1942 — Какабадзе, Силован Якимович
- 1942—1948 — Джапаридзе, Уча Малакиевич
- 1948—1952 — Дудучава, Мамиа Иосифович
- 1952—1959 — Кобуладзе, Сергей Соломонович
- 1959—1972 — Кутателадзе, Аполлон Караманович
- 1972—1982 — Тотибадзе, Георгий Константинович
- 1982—1987 — Нижарадзе, Зураб Арчилович
- 1987—1992 — Перадзе, Тенгиз
- 1992—2003 — Коява, Иосиф Даниилович
- 2003—2012 — Бугадзе, Георгий Ушангович
- 2012—2014 — Клдиашвили, Тинатин (Тина)
- 2014—2022 — Гугушвили, Гия
- с 2022 — Караман Кутателадзе[вд]